# 第三届全国人民代表大会代表名单

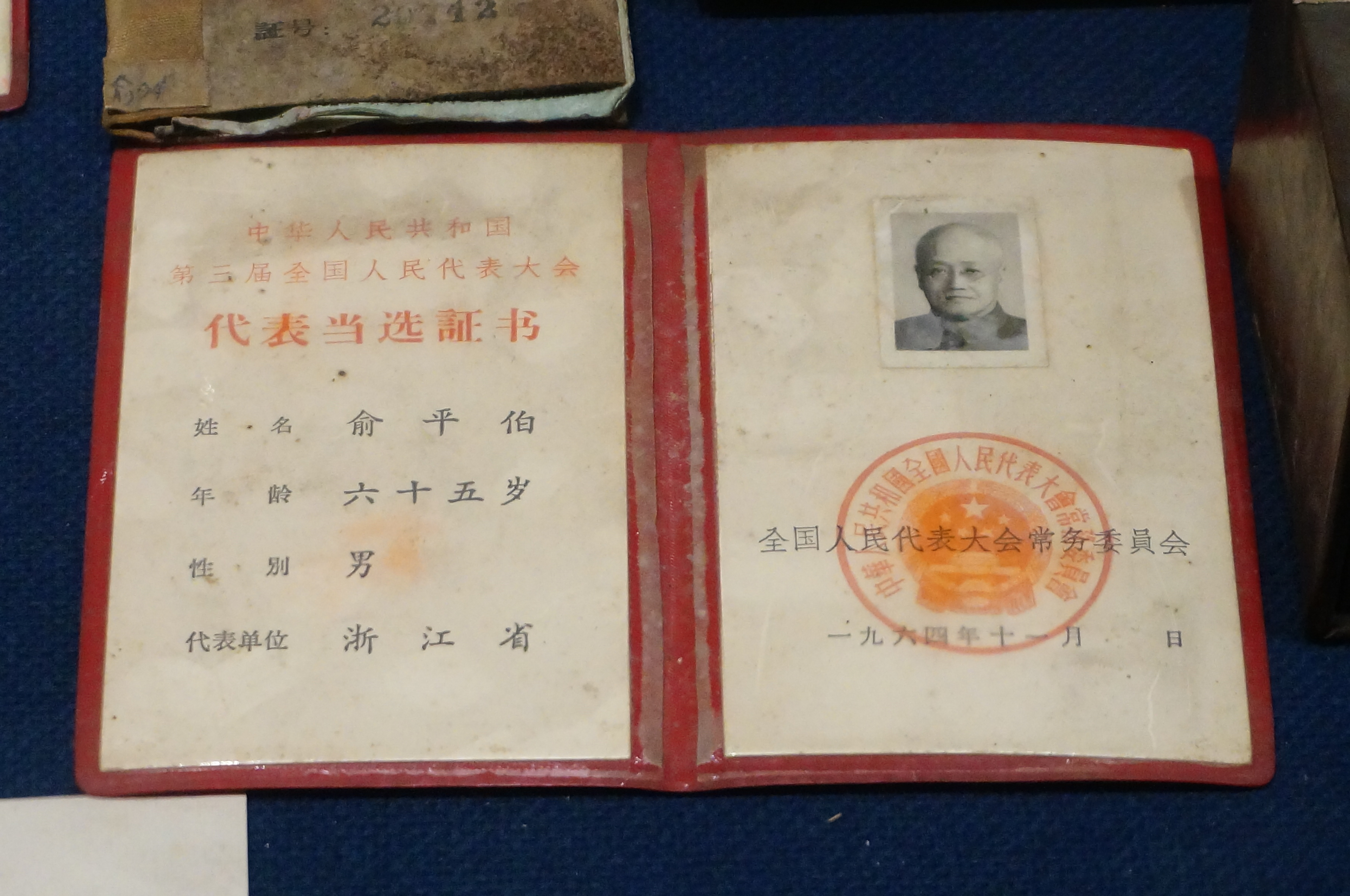
俞平伯的第三届全国人民代表大会代表当选证书，1964年11月，德清县博物馆藏。

中华人民共和国第三届全国人民代表大会代表，共有3040人，任期由1964年12月至1975年1月。
以下是中华人民共和国第三届全国人民代表大会代表名单（单位和姓名均按笔划排列）：

## 广东省（一百五十九人）
马大猷、马顺、王仲彦、王妚东、王育才、王國興、王首道、王铨、王鉴明、韦成栋、韦悫、区梦觉、毛文书、邓文钊、邓戈明、邓秀球、邓国、邓家栋、邓韵秋、冯广仁、冯德瑜、古大存、古元、卢焕章、叶季壮、刘赤选、刘思慕、关山月、许广平、许涤新、许崇清、朱才、朱明凯、乔萼华、伍觉天、华凤翔、危秀英、红线女、沈济川、李世友、李灶、李坚真、李球柏、李敦化、李善邦、杨大应、杨铁云、杨康华、吴冷西、吴灼、余本、余仲奎、余锡渠、余慧、谷源松、利苏、何杰、何康、何琦、何敬真、张汉明、张均、张建、张桂耕、张峨、陆春龄、陈心陶、陈希豪、陈其尤、陈郁、陈垣、陈秋安、陈凌风、陈庶、陈斯德、陈焕镛、陈蔚观、陈镜开、邵良础、郑天保、郑铁如、郑曾同、郑漱澜、林文彪、林克明、林李明、林炎城、林岳川、林举瑞、林锵云、欧阳山、欧初、罗明燏、金明、金淑仪、周文茵、周本荣、周扬、周全根、周廷珍、周寿恺、周林度、周家炽、周婉如、周朝松、赵卓云、赵善欢、柯麟、钟麟、容祖诰、高兆兰、郭尔悫、郭汝铭、郭棣活、唐耀祖、秦光煜、钱学森、徐广泽、陶涛、陶铸、梁广、梁远成、梁伯强、梁威林、梁毅文、寇庆延、商承祚、萧隽英、萧焕辉、梅日新、梅益、戚元德、曾生、曾志、谢申、谢志光、彭加木、黄义子、黄甘英、黄秉维、黄洁、黄振勋、黄继芳、黄鼎臣、蒋光鼐、蒋英、覃修典、雷洁琼、蒲蛰龙、鲍国宝、廖似光、廖梦醒、蔡廷锴、蔡翘、蔡楚生、黎顺康、戴爱莲、戴策安、酆云鹤

## 广西僮族自治區（八十七人）
王大中、韦日荣、韦玉堂、韦正辉、韦国清、韦孟坤、韦章平、区棠亮、甘加料、甘怀义、甘澄泽、石兆棠、卢昌雄、卢绍武、卢显书、卢保庭、卢燕南、叶培、田克、汤有雁、汤松年、刘青山、伍晋南、任国璋、那顺和、李为坤、李任仁、杨文贵、杨东莼、杨宗德、杨浩、吴中伟、张云逸、张声震、张景宁、陆榕树、陆毅谦、陈此生、陈伯康、陈烟桥、陈真、郑建宣、林克武、林培华、欧致富、金宝生、施汝为、赵世同、赵尔陆、赵乐群、赵明坚、赵佩莹、钟夫翔、钟济新、贺希明、郭城、秦振武、班玉环、莫乃群、莫寿全、莫春荣、莫矜、晏秀英、梁华新、麻菊妹、阎光彩、银应熬、谢扶民、谢英莲、谢福惠、谢鹤筹、黄汝绍、黄征、黄举平、黄荣、黄莲辉、蒋在球、蒋丽贞、覃应机、覃波、程瑞誴、蓝昌法、廖熙和、谭南鼎、潘士华、黎达愚、黎明

## 上海市（一百四十人）
丁根福、马纯古、马益三、方明、方福林、计浩然、王怀琛、王应睐、王良楣、王性尧、王淑贞、王菊生、王箴、支少炎、巴金、冯德培、左淑东、厉彦资、卢于道、卢鹤绂、叶企孙、江厚棩、汤蒂因、刘志仁、刘述周、刘念义、刘靖基、庄孝惠、关建、过静宜、朱元鼎、朱物华、朱德鑫、乔硕人、孙师白、孙洪钧、沈尹默、沈克非、沈品章、汪猷、宋庆龄、宋季文、应元岳、寿进文、花义盛、苏元复、苏步青、李艮同、李国豪、李储文、李瑞林、杨之华、杨村彬、杨俊生、杨富珍、吴中一、吴乐懿、吴若安、吴梅生、吴景祥、吴耀宗、谷超豪、邹元燨、张汇兰、张江树、张国铨、张维桢、张祺、张瑞芳、陆芙塘、陈云、陈见真、陈同生、陈秀珍、陈伯达、陈望道、陈铭珊、陈植、陈毅、林兆耆、郁永康、卓碧玉、金仲华、周予同、周光宇、周同庆、周志宏、周信芳、孟庆元、孟宪承、施子京、施孔怀、施如璋、施惠珍、祝公健、赵祖康、赵超构、荣仁本、荣毅仁、胡子婴、胡文耀、胡绳、胡厥文、胡懋廉、柯庆施、咸文和、钟民、姚溱、郭秀珍、唐应斌、谈家桢、袁雪芬、钱宝钧、徐名全、徐忠吉、徐森玉、殷宏章、萨本炘、曹荻秋、屠开元、童村、黄佐临、黄鸣龙、蒋兰荪、蒋孝藙、葛和林、董承琅、韩忻亮、程门雪、傅培彬、裔式娟、雷兴翰、谭其骧、谭震林、潘祖培、潘顺康、颜福庆、戴弘、魏如、瞿希贤

## 山东省（一百八十三人）
丁莱夫、丁履德、于化虎、马楚珍、方宗熙、王云生、王玉德、王幼平、王光伟、王华、王序、王佩珍、王洵才、王美恭、王保荣、王深林、王捷臣、王葆仁、王磊、王德明、丹彤、邓必仪、孔华轩、邝任农、冯沅君、冯雁忱、石建阳、叶连俊、叶学齿、叶德备、史通、白如冰、白季眉、江青、刘长胜、刘民生、刘加林、刘同诰、刘先志、刘承先、刘省心、刘惠民、刘智白、关锋、许益蛟、许继曾、成仿吾、曲鶊、曲赢洲、吕鸿宾、朱学范、朱洪元、朱梅、任轮升、孙文明、孙云鸾、孙云铸、孙玉声、孙会生、孙怀义、孙晓村、孙鸿泉、孙湘、沈雁冰、沈雋、宋玉庆、严中平、苏应宽、李凤英、李正家、李田英、李春明、李艳芳、李敏华、李澄之、杨汉章、杨亚超、杨得志、杨嘉墀、杨蕴玉、吴士锴、吴汪乾、吴朔平、吴素萱、吴德峰、余心清、余冠英、谷牧、何寿安、张天民、张公制、张兰阁、张正仪、张汝梅、张兆美、张声亚、张含英、张恺、张彦、张玺、张淑梅、张富贵、张普云、张敬焘、张惠兰、陆味辛、陈少敏、陈朴先、陈志静、陈浩、陈雷、陈瑞泰、郑凤荣、郑柏林、郑麟蕃、郎咸芬、金宝珍、金效先、周仁、周兴、周希来、周姜兰、周祖彭、宫福城、赵丹、赵兰英、郝建秀、郝复俭、胡朋、段毅、姚周岐、凌云、高扬文、高登岩、郭永怀、郭守明、郭聿静、郭彤、郭贻诚、秦杰、袁也烈、贾震、夏衍、夏鼐、顾鼎祥、顾懋林、晁哲甫、钱之光、钱昌照、钱临照、徐士高、徐文园、徐呈龙、徐佐夏、徐建春、徐眉生、康生、盖玉凤、萧涤非、崔嵬、崔德锡、童第周、羡书锦、曾广福、曾山、曾在因、曾呈奎、董边、董汝勤、傅圣昌、傅曾矩、谭启龙、赫崇本、蔡邦华、蔡修本、臧克家、樊厚甫、薛廷耀、薛楚书、穆瑞五、戴松恩、魏斌、瞿承铨

## 山西省（六十八人）
于载畿、卫恒、马杰、王秀兰、王幸生、王贵英、王躬武、王绶、王德合、邓初民、冯家昇、申纪兰、申泮文、田振宗、田遇奇、白涛、刘邦闻、刘裕民、庄国绅、许传珩、朱文华、朱长赢、任达理、李补娥、李荫山、李顺达、李素珍、李辉、杨自秀、吴外保、吴吉昌、张万福、张龙志、张连奎、张哲、张瑾瑶、陈永贵、邵象伊、郑林、武新宇、岳维藩、周明山、赵树理、南汉宸、胡文秀、胡景澐、凌大琦、高庆春、高向适、高进财、郭日修、郭兰英、贾宝执、徐荫祥、陶桓馥、姬鹏飞、康永和、曹素滨、常芝青、常乾坤、程子华、傅作义、楼钦忠、臧仓、裴丽生、熊佑贞、薄一波、薛耀伦

## 云南省（九十三人）
刀京版、于一川、马坚、方国瑜、方墉、王少岩、王汝昌、毛阿卑、孔志清、艾思奇、卢汉、付一之、召存信、刘林元、刘明辉、刘春、刘荣显、刘淑清、刘湘屏、关鹔鸘、邢方群、朱彦丞、阮金妹、罕富有、李文东、李开荣、李扎克、李老罕、李光华、李乔、李自强、李如琚、李和才、李润开、李桂英、李能、李铣、杨阿玉、杨益清、更觉、肖子富、吴作民、何腊标、张子斋、张天放、张开才、张卯均、张冲、张惠英、张碧华、陆发荣、林元惕、岩香砍、罗运通、金古抓达、金岳霖、竺良甫、和文华、和世生、侬惠莲、孟宪民、赵九章、赵凤岐、赵钟奇、胡忠华、咪格、姚贞白、高士其、秦仁昌、袁水拍、袁随善、袁绩棠、袁慧灼、徐嘉瑞、阎红彦、曹本熹、龚绶、普贵忠、曾文昌、谢富治、董福生、韩忠、雷圭元、雷春国、摆安、楚图南、裴阿欠、熊世祯、熊秉信、霍志琨、穆光荣、戴渊、魏崖景

## 内蒙古自治区（五十五人）
义德新浩日劳、方炎军、王再天、王逸伦、云曙芬、云曙碧、乌日哲、乌兰夫、乌兰巴干、田万生、江福利、刘奎有、齐越、关布、达理札雅、苏谦益、李风、李超、李熙祖、张立范、张稼夫、陈雅芬、宝音图、宝音德力格尔、郑丕留、旺庆苏荣、金山、金世琳、周北峰、周荣鑫、洪朝生、赵家璞、赵斌、奎璧、昝良、高布泽博、高西布、郭以青、郭老虎、郭翠兰、特木尔巴根、徐治民、通福、萨义尔、彭文和、斯琴塔日哈、葛德鸿、朝克松扎布、解学恭、谭振雄、额尔很巴图、额尔敦朝鲁、额尔登扎布、噶喇藏、魏兆融

## 宁夏回族自治区（十五人）
马玉如、马玉槐、马寿桃、马思忠、马腾霭、冯茂、买树桐、李鸣盛、李景林、杨生桂、杨秀蓉、杨静仁、姚以壮、夏似萍、雷启霖

## 甘肃省（五十二人）
丁占海、马全德、马青年、马惇靖、马德魁、王世、牛才什旦、毛鹏飞、邓宝珊、孔宪武、冯玉兰、白超然、江隆基、沈华生、沈智扬、汪锋、完德、李文彬、李屺阳、李奎顺、李景兰、李蓝丁、李翰园、杨万林、杨明轩、杨复兴、杨澄中、吴鸿宾、何全珍、何炳彦、张汉豪、张考、张慧卿、陈佩华、陈楚平、陈舜瑶、郑国锠、拉姆什旦、罗俊、胡继宗、胡锡奎、高健君、郭孟和、夏行时、翁文波、钱予格、常书鸿、蒋次升、韩练成、韩荣鑫、潘自力、樊玉珍

## 北京市（一百零一人）
万里、王义、王永贵、王昆仑、王恺、王恺谋、毛泽东、邓小平、邓拓、田文宽、乐松生、安起、安朝俊、刘云生、刘少奇、刘白羽、刘宗悦、刘国娟、刘德珍、庄则栋、朱兆雪、朱宝和、朱洪荫、朱觉、朱临、任新民、华罗庚、宋汀、严仁英、杜仁懿、杜若、李文富、李克佐、李恕、李瑜铭、李墨林、李德寿、杨士惠、杨甲三、时传祥、吴作人、吴晗、吴镜汀、张子锷、张友渔、张百发、张光斗、张怀祖、张体伦、张晓梅、张奚若、张鋆、陆平、陈发、陈素芝、范柏林、范瑾、林巧稚、林传光、易宗朴、罗淑珍、周玉兰、周发岐、周恩来、孟继懋、赵燕侠、侯幼临、姚淑平、贺霖、浦洁修、郭树德、郭影秋、诸福棠、秦怀森、载涛、贾庭三、徐仁祥、徐庆文、徐光宪、殷维臣、陶淑范、梁思成、章旭昭、崔广成、谢莹、彭志忠、彭真、黄昆、黄润萍、蒋南翔、董维域、韩瑞兰、舒舍予、裘维蕃、虞家锡、谭富英、蔡旭、蔡乾汉、潘文淑、潘本权、魏建功

## 四川省（二百四十人）
马力可、马允武、马建猷、王文彬、王兆成、王良、王寿昌、王定一、王绍南、王彦立、王海民、王素珍、王维舟、王道周、瓦扎木基、仁钦多吉、邓芳芝、邓祖根、冯天铭、甘祠森、甘棠、艾芜、左立梁、左景鉴、石鉴元、石璞、田一平、田家英、田景琦、乐以成、司徒愈旺、江晴芬、安登银、刘文辉、刘云波、刘环玉、刘昂、刘建熙、刘承钊、刘星垣、刘恩铭、庄涛、米建书、许德纪、毕德显、朱宝粹、朱德、伍文才、华尔功臣烈、向光弟、牟泽衔、孙自全、孙自强、沙马乌芝、沙云和、沙汀、闵恩泽、克拉·门太、苏新、杜琼书、李大章、李开珍、李井泉、李少言、李伯钊、李宗林、李唐彬、李培根、李斌、李斯炽、李德铨、杨万选、杨允奎、杨兴业、杨沫、杨坤朝、杨尚昆、杨鸿祖、里古果各、吴玉章、吴世英、吴全衡、吴应琪、吴祖恺、吴雪、吴锐菁、吴锡瀛、余秋里、谷志标、邱金云、何文俊、何玉兴、何光玖、何应麟、何其芳、何忠孝、何惧、但懋辛、张孑夫、张文治、张文金、张为炯、张天翼、张云湘、张平江、张如宾、张连华、张利珍、张秀熟、张际春、张泗洲、张奇、张经武、张宾吾、张莉蓉、张韶方、陆焕生、阿旺嘉措、阿侯鲁木子、陈之长、陈文贵、陈书舫、陈辛仁、陈禹平、陈晓岚、陈离、陈湖、陈道充、陈彭年、陈漫远、邵荃麟、郑兰华、郑寿、郑衍芬、郑培亮、郑瑛、郎毓秀、拉达、范明朗、林田、林克勤、果基木古、明宗秀、罗文才、罗世发、罗青长、罗承烈、罗家蕙、金锡如、周同璧、周泽昭、周国铨、周钦岳、周晦若、周绪德、降央伯姆、洪辉、洛让增根、施复亮、项扎巴松典、赵世兰、赵先海、赵苍璧、胡子昂、胡云生、胡绩伟、胡道济、胡耀邦、柯召、钟复光、侯外庐、侯光炯、侯策名、侯德封、贺昌群、海乃石古、竞华、高德厚、郭沫若、唐清泉、唐璞、索观瀛、袁志先、晋川、聂荣臻、校得·扎西拉措、夏更芳、夏康农、顾康乐、倪冰、徐中舒、徐伯昕、徐僖、桑吉悦希、萧则可、萧华清、萨空了、曹钟梁、曹惠文、龚饮冰、笪远纶、温少鹤、童小鹏、童少生、曾一凡、曾勉、谢立惠、彭仕义、彭光伟、彭究成、彭迪先、黄汲清、黄克维、黄鱼门、黄荣昌、黄隐、蒋导江、蒋明谦、蒋金涛、辜茂芝、韩惠卿、税西恒、程子健、程世抚、程绍迥、傅文祺、鲁波、雷从民、蒲云德、蓝田、廖志高、廖苏华、谭文斌、裴昌会、熊克武、熊尚元、熊季光、缪海稜、潘清洲、樊培禄

## 辽宁省（一百九十三人）
丁丹、卜凡、于万贵、于蓝、于锡恩、万籁天、马云阁、马龙翔、文淑珍、王凤恩、王凤琴、王玉吉、王世宗、王达志、王秀兰、王恒成、王崇伦、王鹏程、王鹤寿、支秉渊、车向忱、仇友文、凤冠绥、乌叔养、邓兆祥、宁汝济、宁武、白居、司钦、安波、刘化凤、刘宝田、刘洪达、刘荣霖、刘盛田、刘斌、刘慎谔、刘慕文、刘澜波、齐桂华、关文启、许兴柱、许西、许殿乙、巩天民、毕文廷、师小帆、师昌绪、吕正操、吕德顺、朱葆琳、孙孝菊、沈洪涛、汪文清、宋则行、宋任穷、严济慈、杜玉珍、杜时松、李成君、李廷顺、李言、李学盈、李宝书、李松堂、李佩琳、李炳勋、李荒、李俊恩、李竞雄、李素文、李恩业、李锡奎、李颖生、李熏、杨伟、杨克冰、杨树棠、杨海波、杨篪引、吴大有、吴大观、吴执中、吴英恺、吴集恩、余芹、余侠平、何怡贞、何国柱、何荫椿、佟玉兰、佟昱秀、张大煜、张文春、张文裕、张玉梅、张尔慈、张存浩、张全、张丽君、张忠善、张凯、张金厚、张洁梅、张省己、张俊秀、张海兰、张振发、张振华、张振凯、张勤、陆永升、陈一帆、陈先舟、陈育森、陈岱、陈恩凤、陈淑仁、陈淑珍、邵宇、邵象华、庞然、郑孝燮、郑锡坤、范重模、林汉达、林洁、罗越嘉、金直夫、金爱濂、金肇野、周明安、周家华、周镕、孟庆春、孟泰、洪宝顺、洪盈、姜淑珍、姜培禄、娄尔康、赵国强、赵清、赵敬党、赵毓良、荣科、胡长诚、胡玉玺、胡兆森、胡国栋、胡明、胡愈之、柳文、俞守仁、禹光韩、侯毓汾、费广泰、贺之、高扬、郭可信、唐之屏、栗德萃、顾谷同、顾金泉、顾敬心、翁心桐、钱令希、钱仲举、徐天锡、徐树刚、徐舜寿、章云龙、章用中、章守恭、章岩、章周芬、阎顾行、曹吉庆、尉凤英、温建中、黄志千、黄欧东、黄新民、葛庭燧、韩秀芬、窦立芳、雷天壮、虞光裕、解玉芝、蔡昌年、翟瞻型、魏曦、瞿赳

## 江西省（六十三人）
丁长华、万尚荫、万泉生、邓典桃、冯康、甘祖昌、白栋材、江善讲、刘之纲、刘财昆、刘建华、刘俊秀、刘寅、许德珩、孙善抡、汪东兴、宋连城、李友秀、李世璋、李柱、杨绍南、杨惟义、旷伏兆、吴有训、吴融锋、何世琨、张诗英、陈正人、陈劭先、陈陶琥、陈翊科、邵式平、易瑞生、周志方、孟宪荩、施作宇、施珍、赵长生、钟毅、饶孟侃、高凌云、郭庆棻、郭清泗、袁林、钱人元、徐永煐、康克清、曹存昌、符式珪、谢光道、彭迪、黄火星、黄齐望、黄知真、黄家驷、程孝刚、鲁之俊、蔡若虹、蔡睟盎、潘式言、潘震亚、戴亮侪、瞿兰香

## 江苏省（一百五十四人）
丁西林、丁光训、马可、马君寿、马溶之、计雨亭、王之江、王云、王少堂、王守武、王治平、王苹、王绍鏊、王恒山、王淦昌、王蕙英、王懋生、卢良恕、卢衍豪、叶圣陶、叶国英、叶籁士、史良、史钟奇、包之静、江坚、刘公诚、刘国钧、刘树勋、刘峰、刘敦桢、刘曾达、刘静宜、庄铭耕、许闻天、匡亚明、达浦生、吕叔湘、朱凤美、朱正元、朱春苑、朱夏、朱穆之、仲崇信、华兴鼐、华君武、孙本忠、沈佩华、沙千里、严恺、李士英、李永锡、李庆逵、李明扬、李绍章、李维光、杨廷宝、吴公良、吴志华、吴征铠、吴贻芳、谷春帆、何碧辉、何馥贞、邹云翔、张光中、张志让、张阿舟、张絅伯、张钰哲、张曼筠、张敬礼、陆仁福、陆定一、陈立平、陈永康、陈邦杰、陈志定、陈忠经、陈椿寿、单宗肃、范北强、范存忠、范绪箕、茅以升、林遵、林镕、罗尔纲、罗清生、罗琼、金善宝、金静芬、竺水招、季方、周立三、周兆瑜、周培源、周赞衡、周巍峙、宫维桢、赵访熊、胡乔木、胡耐秋、胡萃华、柳大纲、俞寰澄、侯德榜、贺文杰、高秀英、高啸平、郭庆贵、诸惠芬、顾青虹、顾知微、顾复生、奚元龄、钱信忠、徐玉均、徐芝纶、徐芝寅、徐肖冰、徐敏、章央芬、章瑞英、章德慎、梅藉芳、曾世英、曾昭燏、彭冲、斯霞、黄力行、黄文熙、黄辛白、黄炎培、葛庭之、董加耕、惠浴宇、程开甲、程茂兰、程暄生、傅抱石、廖世承、管文蔚、潘菽、潘梓年、颜守民、薛暮桥、戴玉才、戴白韬、戴安邦、戴桂蕊、魏文伯、魏玉华、魏荣爵

## 安徽省（九十九人）
丁继哲、于吉位、马乐庭、文芸、王成、王志稼、王泽农、卢鋈、叶笃正、刘季平、许杰、吕兆祥、朱伯禄、朱淇昌、朱蕴山、孙大光、孙邦昌、孙起孟、孙瑛、孙景厚、孙德和、沈谷南、沈其益、汪世铭、汪坤仁、汪胡桢、汪德昭、严坤元、苏知检、李凡夫、李有安、李焰松、李琦涛、李葆华、李强、杨允植、杨承宗、杨新和、吴几康、吴波、吴学谦、吴茂荪、吴和珍、吴溢、谷羽、何东昌、何谦堂、佟元贞、张六一、张庄、张劲夫、张治中、张凯、张恺帆、张涤华、陈百屏、陈自在、陈学孟、陈昌华、陈鸿佑、陈基、陈登科、陈粹吾、庞明义、房师亮、范涡河、欧远方、周怀衡、周叔迦、周鲠生、孟雨、赵朴初、赵承嘏、赵敏学、胡早娣、胡浩川、查夷平、贺丹成、唐元田、柴登榜、徐书明、章蕴、萧开瀛、戚元香、戚作钧、龚澎、黄岩、黄镇、蒋本沂、葛广芝、董希白、舒绣文、储炎庆、傅焕光、慈昌淦、赖少其、黎锦熙、戴厚珍、戴戟

## 军队（一百二十人）
丁志辉、卫小堂、马宜生、文年生、方光超、王天保、王必成、王平、王宏坤、王秉璋、王海、王银虎、王新亭、王瑞生、叶剑英、皮定均、江文、江雪山、刘少文、刘仁福、刘玉堤、刘兴元、刘有光、刘华香、刘志坚、刘伯承、刘居英、刘培善、刘善本、刘道生、成钧、毕占云、朱良才、朱绍清、向仲华、李天佑、李长林、李凤鸣、李玉亭、李寿轩、李聚奎、杨印山、杨至成、杨宗泉、杨嘉瑞、吴元明、吴兴春、吴克华、吴法宪、吴岱、吴烈、邱会作、迟浩田、张令彬、张希春、张春礼、张南生、张迺更、张逸民、陆昌荣、陈士榘、陈再道、陈伯钧、陈奇涵、陈明义、陈明仁、冼恒汉、庞国兴、郑维山、林月琴、林彪、虎日乐巴根、罗瑞卿、岳振华、周纯全、周建华、周贯五、赵毛臣、赵仁虎、赵兴元、郝忠云、胡修道、钟汉华、钟赤兵、贺龙、郭天民、郭林祥、郭恩志、郭鹏、秦基伟、袁升平、莫文骅、钱安良、徐文礼、徐立清、徐向前、徐恒禄、陶峙岳、梁必业、萧向荣、萧劲光、萧望东、曹里怀、崔建功、曾思玉、彭绍辉、黄丑和、黄树英、黄新廷、董其武、粟裕、舒积成、傅钟、傅秋涛、赖传珠、詹才芳、廖汉生、谭甫仁、蔡萼、魏志英

## 吉林省（七十六人）
于敏、马明方、方传流、王大珩、王玉贤、王正绪、王亚东、王湘浩、王毅、毛诚、毛鹤年、仁钦札木苏、冯仲云、冯铉、叶德灿、刘亚雄、刘克静、刘诗昆、刘金美、关山复、朴伟勋、成盛三、吕荣麟、朱宝英、朱既明、朱德海、孙顺理、孙殿卿、阴毓璋、纪英林、宋任远、李川江、李艺林、李永、李彤溪、李浩源、李载柔、李砥平、李善馥、杨敷海、吴学周、吴青、张维、张德庆、张德馨、陈冠荣、陈钟、宗希云、郑万钧、林暾、金时龙、金信淑、岳希新、姜兰春、赵万里、赵德贤、郝玉生、郭力、郭兰香、唐川、唐敖庆、栗又文、顾又芬、钱大卫、钱保功、徐寿轩、陶慰荪、康镜世、崔其盛、隋铭珊、曾泽生、黄顺玉、喻屏、喻德渊、傅桐生、蔡镏生

## 西藏（二十四人）
才朗、大瓦、王其梅、丹巴坚作、生钦·洛桑坚赞、邦达多吉、协饶顿珠、多杰才旦、贡布、张国华、阿沛·才旦卓噶、阿沛·阿旺晋美、拉敏·索朗伦珠、帕巴拉·格列朗杰、周仁山、洛桑慈诚、钦差、朗杰、格桑旺堆、崔科·顿珠才仁、登巴降村、错姆、群配、德吉

## 华侨（三十人）
方方、方君壮、王源兴、尤扬祖、庄世平、庄希泉、庄明理、伍禅、苏惠、李华、杨汤城、连贯、吴益修、吴桓兴、邱及、何香凝、张国基、陈宗基、陈其瑗、周铮、洪丝丝、蚁美厚、钟庆发、唐明照、梁金山、谢应瑞、谢南光、黄长水、黄钦书、廖承志

## 河北省（二百二十三人）
丁绪淮、于钟汉、于致远、万晓塘、马约翰、马卓洲、马国瑞、马彦祥、马闻天、马思聪、马瑞增、方先之、方璜、王之玺、王亢之、王云生、王历耕、王书堂、王兰序、王守融、王光英、王光美、王同伦、王竹泉、王伟、王志琪、王芸生、王佐民、王冶秋、王昆、王国藩、王顺桐、王思华、王涛江、王莘、王振铎、王健、王植、王德滋、邓恩诚、尹丁凡、尹善、尹赞勋、冯世英、冯碤、石志仁、卢珊、申庆荣、申仲义、申希礼、田间、田秀涓、田章武、刘大本、刘子厚、刘长福、刘宁一、刘仙洲、刘时和、刘宝忠、刘持钧、刘涟漪、刘格平、刘清扬、刘淑琴、齐燕铭、祁仲马、许明、邢燕子、戎学珍、戎冠秀、朱宪彝、朱剑寒、朱继圣、朱康、朱梦苏、伉铁俊、阮智成、孙亚明、孙志彦、孙桂珍、纪云龙、沈希詠、汪寅人、沙小泉、沙梦弼、杜近芳、杜孟庸、李广臣、李子光、李凤兰（女）、李庄、李兆珍、李宝光、李枝谦、李质忠、李柏棠、李润杰、李烛尘、李耕涛、李雪峰、李培之、李瑞山、李德全、杨玉文、杨石先、杨亦周、杨扶青、杨连坤、杨雨民、杨春林、杨家凤、杨琍瑛、杨培生、吴文焘、吴中枢、吴启秀、吴洁、吴钟岭、吴韫山、谷德振、邱光河、邱宗岳、何炳林、张士珍、张文佑、张汉文、张永清、张玉、张本林、张庆春、张同钰、张初阳、张苏、张佐汤、张若麟、张国藩、张岩、张洁清、张香桐、张海泉、张竞、张砺生、张铄、张琬、张霖之、陈凤皋、陈顺祥、陈敏、陈博君、陈路得、陈翰笙、邵清华、郑天挺、郑连玉、郑恩绶、郎钟騋、武振声、林一、林铁、林德时、郁洛善、罗玉川、罗霈霖、周叔韬、周海元、周福祥、孟目的、施复言、祖德明、赵今声、赵以成、赵烽、赵惠兰、赵路、赵锡武、赵鹏飞、郝庆山、荣高棠、胡长海、胡昭衡、胡毅、俞德浚、俞履圻、俞霭峰、郗占元、段凤栖、侯宝政、昝凌、姚皙明、高树勋、高镜莹、袁复礼、耿长锁、贾桂兰、顾宜荪、钱嘉光、徐光、徐欣、徐鸿济、徐博文、徐鲤庭、康修民、阎海登、萧长华、曹轶欧、崔竹宣、谢光巨、谢震亚、彭克明、黄建中、董子桢、韩启民、程范吾、虞福京、路金栋、谭真、綦秀蕙、翟向东、翟英、缪天瑞、潘承孝、魏鼎

## 河南省（一百四十四人）
丁声树、于宝榘、马鹏程、马镇西、文敏生、方子重、王万钧、王化云、王守纯、王志杰、王国权、王美真、王培信、毛子莲、毛萃初、邓颖超、尹达、冯寅、卢凤皋、史来贺、白寿彝、刘文树、刘方生、刘玉峰、刘同圻、刘名榜、刘应祥、刘祝宜、刘晏春、刘逢举、刘鸿文、齐合只、许屺生、许照、朱弘复、孙以瑾、孙玉泰、孙香云、汪庭霈、汪菊潜、宋憬、苏殿选、杜延庆、杜孟模、杜燕孙、李平一、李向甫、李来财、李波人、李春英、李临洹、李俊甫、李准、李素琴、李赋都、杨少桥、杨纯、杨明昆、杨显东、吴绍骙、何伟、何泽慧、张士遇、张文奇、张自清、张杰、张昌龄、张金凤、张绍宁、张炳、张树芝、张致一、张新芳、张瑞华、张燕刚、张邃青、陆元九、陈永贵、陈正诗、陈汝梅、陈舜英、林同骥、林砺儒、尚德明、虎轩昌、金超、秉志、周士礼、赵文甫、赵凤岐、赵书阁、赵沨、赵伯基、赵青、赵毅敏、胡立声、胡备三、段永健、侯德原、须恺、高文彬、高云峰、高洁、高镇五、高璐、郭巧、郭则沉、郭培鋆、秦含章、袁宝华、莫馨一、贾子毅、钱伯煊、钱端有、钱澄海、倪海曙、倪桐岗、徐子荣、徐旭生、陶恩瑞、寇华亭、章汉夫、梅祖懿、曹孚、曹靖华、常香玉、崔洞源、屠守锷、曾传六、谢子贞、谢为杰、黄敦慈、蒋德麒、董子干、董民声、鲁定华、靳锡庚、蓝家璧、蔡无忌、樊里、黎兴尧、霍秉权、魏兆铭、魏巍

## 青海省（十八人）
马进孝、马明基、马海如、马鲁格牙、王昭、巴桑卓玛、札喜旺徐、生根达结、刘秀梅、米福堂、先巴太、孙增荣、官保加、松布、骆世杰、高克亭、夏茸尕布、韩应选

## 陕西省（六十九人）
万建中、山秀珍、马桂馥、方仲如、方自达、王受符、王秉正、王炳南、王修桐、王保京、王菊人、王德彪、邓以纯、冯一航、冯勤为、史念海、江仁寿、刘文蔚、刘江汉、刘因哲、刘素菲、刘毓中、刘澜涛、严克伦、严信民、苏金河、苏资琛、李守林、李达、李启明、李馥清、杨存富、杨钟健、张寿荫、张伯声、张金聚、张秋香、陈大燮、陈雨皋、陈叔陶、陈季丹、陈俊德、陈端柄、武伯纶、林秀英、周楫、赵寿山、赵伯平、胡景儒、钟师统、侯宗濂、姚沃、海涛、高克林、高步昆、高景德、原政庭、龚祖同、温启祥、彭天琦、韩望尘、惠中权、舒同、虞宏正、路端谊、蔡子伟、熊应栋、潘铭紫、霍子乐

## 贵州省（六十七人）
王天贵、王由仁、王兴才、王凯、王德安、王耀伦、韦茂文、毛铁桥、孔原、龙贤昭、田兴才、田君亮、安启崇、成克、毕昌兰、朱侃、汪受衷、汪福清、宋吟可、宋和海、严希纯、李仿尧、李国庆、李侠公、李贵真、李顺臣、杨汉先、杨彬奎、吴实、吴通明、吴培信、张光明、陆庆美、纳星斋、郑义兴、郑周庆、林兰英、罗星芳、罗登义、周民轩、周林、宦乡、赵蓉霞、胡立教、胡玉仙、贺萃芝、秦必相、袁家玑、顾光中、顾晓光、晏珍喜、徐冰、徐运北、徐采栋、徐健生、曾宪辉、彭桓武、蒙明儒、蒙素芬、赖其芳、谭学、赫建华、裴桐、熊开明、潘迎华、穆欣、蹇先艾

## 浙江省（八十二人）
丁振麟、丁舜年、方文均、方令孺、计策、王一定、王季午、贝时璋、冯宾符、厉矞华、叶熙春、刘天香、刘开渠、朱颜、任一力、孙用、沈学年、沈宜春、沈兹九、汪槱生、严景耀、李绍元、李培增、吴又新、吴江、吴仲廉、吴宪、吴耕民、邱式邦、邱清华、张方佐、张英杰、张琴秋、陆士嘉、陆学善、陆星垣、陈双田、陈世骧、陈有生、陈志蔚、陈叔通、陈建功、邵力子、邵裴子、范文澜、罗大冈、金士宣、竺可桢、周庆祥、周坚、周建人、赵忠尧、胡永财、胡德华、俞凤英、俞平伯、俞佐宸、侯虞钧、高小霞、唐巽泽、夏之栩、顾功叙、顾春林、顾培怡、钱正英、钱祖恩、钱崇澍、倪好善、倪斐君、徐洽时、陶若菊、梁纯夫、章涛、崔东伯、黄建英、董聿茂、程纯枢、傅彬然、廖锡龙、潘天寿、潘圭绥、霍士廉

## 湖北省（一百二十六人）
于光元、马学礼、方壮猷、王之卓、王玉珍、王全煌、王竹溪、王治梁、王宝楹、王昌炎、王承书、王度、王涛、王家楫、邓子恢、邓祥、邓裕志、冯健、冯维华、叶再元、叶君健、田恩波、汤佩松、刘劲、刘叔鹤、刘峻峰、刘乾才、刘惠农、许道琦、吕富华、朱汝璠、朱光亚、朱早弟、任祖雄、孙昭熊、沈克昌、宋一平、辛志英、严文井、严铁生、李人林、李文宜、李凤恩、李书城、李四光、李冬青、李达、李先念、李范一、李茂顺、李国伟、李明灏、李镇南、杨述祖、杨树根、杨显素、杨善基、吴志美、余传斌、余益庵、何兰阶、何浣芬、张水华、张光年、张时富、张体学、张茜、张难先、陈永龄、陈华癸、陈秀山、陈伯华、陈宗鼎、陈茂力、陈经畬、陈荒煤、易钟英、金昭典、季洁、周小燕、周仲英、周詠曾、祝秉珩、赵本寅、胡仲紫、胡金魁、胡恒山、查谦、段文兰、侯廷仁、饶兴礼、姚永政、高欣荣、贾琏、夏以焜、夏坚白、夏菊花、顾震潮、钱瑛、梁彦斌、萧洪启、梅龚彬、曹华卿、曹禺、曹德华、曾宪九、彭开熙、彭仰钦、黄存正、黄序周、黄寿人、黄杰、黄松龄、黄国光、黄忠学、黄海明、蒋大经、董必武、董黻才、傅兴贵、詹剑峰、鲍鼎、廖居仁、熊子民、熊全沫、戴芳澜

## 湖南省（一百一十七人）
马松生、文心正、王华彬、王定寰、王季范、王晓青、王新元、王槐三、石邦智、龙海生、龙跃前、卢惠霖、帅孟奇、叶向云、田启发、田奇瓗、白方淼、白杨、皮三秀、刘大年、刘长庚、刘永初、刘正良、刘仲容、刘宜伦、刘昆、刘斐、许兴、成希颙、吕骥、朱端绶、任邦怀、华国锋、沈其震、沈祖显、沈德建、言仁海、苏又泉、李贞、李津身、李惇谊、李富春、李聪甫、杨本连、杨定安、吴文德、吴树基、吴钰、吴通行、吴道生、余福星、邱创成、张万宏、张玉珍、张巧训、张德隆、陈士衡、陈政平、陈能宽、陈梅生、官健平、郑在校、林筱周、欧阳恒文、易礼容、易湘苏、罗宗贤、罗叔章、罗迭开、周立波、周礼、周世钊、周勱、周汝沆、周行健、周谷城、屈绍元、姜国仁、赵方民、赵自现、赵琦、柳同仁、饶兴、凌霞新、高文华、郭建、唐生智、秦化龙、袁鹤皋、聂炳发、桂铭敬、顾楫、柴彩林、徐启文、徐季含、徐特立、陶大有、章士钊、章伯森、康菊英、萧友明、萧玉君、曹伯闻、曹国智、曹孟君、曾炎宋、谢国藩、彭祖贵、黄玉成、喻杰、程潜、廖春山、谭余保、谭爱兰、蔡畅、翦伯赞、蹇先佛

## 黑龙江省（一百三十二人）
丁逢水、于开泉、于清贤、马永顺、马龙图、马恒昌、王立疆、王孙慈、王进喜、王诤、王金陵、王炳诚、王哲、王桂林、王清正、王震、尤志贤、尹坤、宁玉川、冯天益、石增荣、卢令长、卢庆骏、由心传、丛深、白希清、刘长瑞、刘生标、刘廷勋、刘树森、刘珮芝、刘潜、庄逢甘、关胜启、成慎舆、吕其恩、吕和、吕清、朱广颐、朱亚杰、朱洪昌、朱莲青、朱康福、牟森、孙本旺、孙茂松、孙维宝、沈正功、沈岳瑞、沈鸿、汪德熙、严梅和、苏广铭、杜若牧、李云川、李在根、李在德、李延禄、李宜璋、李范五、李奇、李荣、李荆和、李奎生、李桂英、杨小亭、杨若震、杨易辰、杨显廷、肖步阳、吴天霖、吴中伦、吴克騆、余友泰、张世军、张兆英、张启龙、张林、张金兰、张洪池、张复生、张家琪、陆景云、陈友宝、陈光熙、陈浚、陈铁铠、武迟、武竞天、林纳、林枫、金致洪、周梅影、孟书纲、孟尔盛、洪晶、赵国华、南景元、胡启立、胡祥璧、俞炳元、钟子云、费启能、高崇民、郭颂、秦东滨、袁钟云、贾焕章、晁楣、钱三强、徐志芬、梁一鸣、梁军、康世恩、阎沛霖、曹秀英、曹鹤荪、崔行恕、富娴寿、曾石虞、黄葳、葛明裕、董殿福、韩云芩、韩光、韩幽桐、褚应璜、蔡金涛、翟凤亭、熊大荆、薛兰斌、薛绶宸

## 新疆维吾尔自治区（五十三人）
王玉胡、王彬生、王鹤亭、牙合甫大毛拉、邓力群、巴岱、卡米里江、田仲、包尔汉、司马益·亚生诺夫、司的克·吾守尔、尼科来·瓦西里维奇·孜缅科、许恒通、托乎提汗·马木提、达吾提·沙塔尔、早日阿比提、吕剑人、伊尔哈力、买合苏德、买买提·乃买提、买买提·哈吾力、买买提敏·艾力、买的汉·库那皮亚、买斯吐日汗·巴吾东、玛依努尔、克尤木·尼牙孜、李维汉、李翠凤、吴士璧、张仲瀚、阿不拉·衣不拉音、阿不都克里木·买买提力、阿不都阿郎·乌拉孜阿力、阿不都热衣木·阿吉、阿衣木汗、阿衣木尼莎、阿衣木汗·铁里瓦里德、阿衣吐拉、阿克木和加、卓尔汗、迪牙尔·库玛西、帕坦木·库尔班、肉孜宛、哈完、哈的尔、禹占林、唐国华、夏里夫汉、铁木尔·达瓦买提、塔衣尔·买买提艾力、黄和瓒、赛福鼎、德林

## 福建省（五十四人）
方毅、王力、王文波、王世锐、王亚南、王炜钰、王荣瑸、卢世钤、卢浩然、卢嘉锡、叶中央、叶渚沛、田富达、江一真、刘永生、刘崇乐、刘银、刘静和、任曼君、李来荣、李芝卿、李焕之、吴皎如、何其信、何遂、张兆汉、张鼎丞、陆财、陈绍宽、陈桂贞、郑丹甫、郑重、林一心、林海云、林碧英、林默涵、罗炳钦、金瀚、洪秀欉、钟大湖、侯振亚、贺敏学、郭瑞人、袁留忠、梁守槃、常绮、谢冰心、谢雪堂、黄国璋、黄新民、傅承义、蔡启瑞、潘仲鱼、魏金水